# Alexandra Grauvogl
Alexandra Grauvogl (* 16. November 1981 in Tegernsee) ist eine ehemalige deutsche Freestyle-Skierin in der Disziplin Skicross und alpine Skirennläuferin.

## Biografie
Grauvogl nahm ab Dezember 1996 an alpinen FIS-Rennen teil, der erste Einsatz im Europacup folgte im Januar 1999. Mit der Zeit spezialisierte sie sich auf die Disziplinen Abfahrt und Super-G. Sie bestritt ihr erstes Weltcuprennen am 17. Dezember 1999 und fuhr bei der Abfahrt von St. Moritz auf Platz 43. Weltcuppunkte gewann Grauvogl erstmals am 13. Januar 2001 mit Platz 29 im Super-G von Haus im Ennstal. In der am selben Tag ausgetragenen Abfahrt klassierte sie sich als 22., was zugleich ihr bestes Ergebnis überhaupt war. An diese Leistungen konnte sie nicht mehr anknüpfen, weshalb sie sich dazu entschloss, zur Freestyle-Disziplin Skicross zu wechseln.
Ihr Debüt im Freestyle-Weltcup hatte Grauvogl am 23. November 2003 in Saas-Fee, wo sie 19. wurde und die ersten Weltcuppunkte gewann. Weitere Rennen konnte sie in der Saison 2003/04 verletzungsbedingt nicht bestreiten. Im Rahmen der Winter-Universiade 2005 gewann sie die Bronzemedaille. Am 21. Januar 2005 gelang ihr die einzige Podestplatzierung, als sie in Kreischberg auf Platz 3 fuhr. Aufgrund einer weiteren Verletzung musste Grauvogl während der gesamten Saison 2005/06 ebenfalls pausieren. Entgegen dem Saisonverlauf gewann sie bei den Weltmeisterschaften 2007 in Madonna di Campiglio die Bronzemedaille, hinter den Französinnen Ophélie David und Méryll Boulangeat. 2008 und 2009 gelangen ihr mehrfach Top-10-Platzierungen. Durch eine weitere Verletzung verpasste sie die Saison 2009/10 fast komplett. Im Winter 2010/11 war ein 11. Platz ihr bestes Ergebnis, im März 2011 beendete sie ihre Sportkarriere.
Grauvogl ist seit 2014 Redakteurin bei WeltN24.

## Erfolge Skicross
Weltmeisterschaften
- Ruka 2005: 10. Skicross
- Madonna di Campiglio 2007: 3. Skicross
- Inawashiro 2009: 22. Skicross

Weltcup
- 7 Platzierungen unter den besten zehn, davon 1 Podestplatz

Weitere Erfolge
- Winter-Universiade 2005: 3. Skicross
- 4 Podestplätze im Europacup, davon 1 Sieg

## Erfolge Ski Alpin
Weltcup
- 2 Platzierungen unter den besten 30

Europacup
- 1 Platzierung unter den besten 10

Juniorenweltmeisterschaften
- Megève 1998: 49. Riesenslalom
- Pra Loup 1999: 18. Abfahrt
- Verbier 2001: 15. Abfahrt